# 73ª Mostra internazionale d'arte cinematografica di Venezia

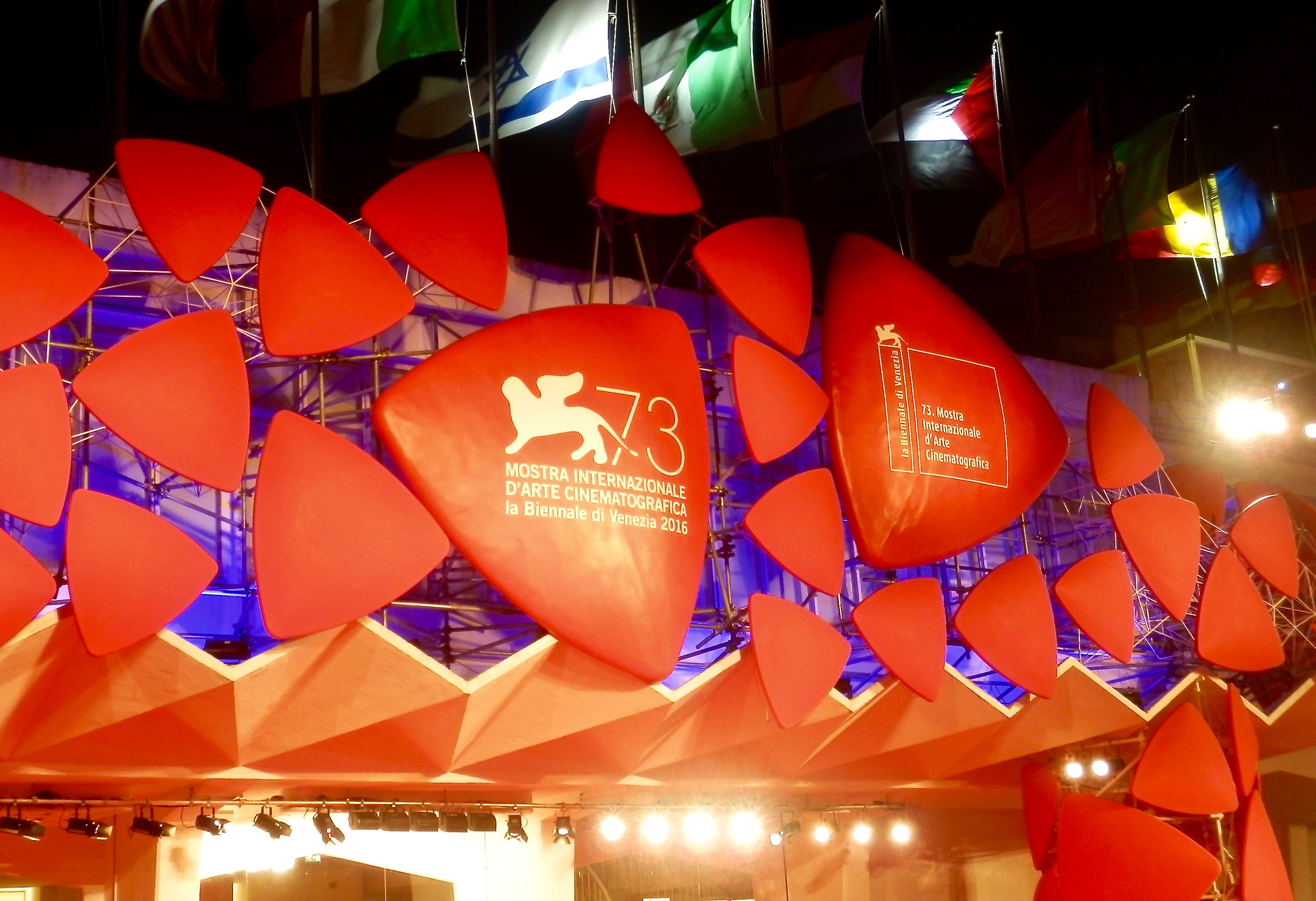
Logo della manifestazione

La 73ª edizione della Mostra internazionale d'arte cinematografica si è svolta a Venezia dal 31 agosto al 10 settembre 2016; anche quest'anno è stata diretta da Alberto Barbera e organizzata dalla Biennale presieduta da Paolo Baratta. La madrina della rassegna è l'attrice italiana Sonia Bergamasco.
L'elenco dei film in programma alla 73ª Mostra è stato annunciato nel corso della conferenza stampa di presentazione che si è tenuta il 28 luglio 2016 a Roma. La La Land di Damien Chazelle è stato selezionato come film d'apertura della manifestazione, mentre la giuria, presieduta dal regista britannico Sam Mendes, ha assegnato il Leone d'oro al miglior film a The Woman Who Left - La donna che se ne è andata di Lav Diaz.

## Giuria

### Giuria della sezione ufficiale

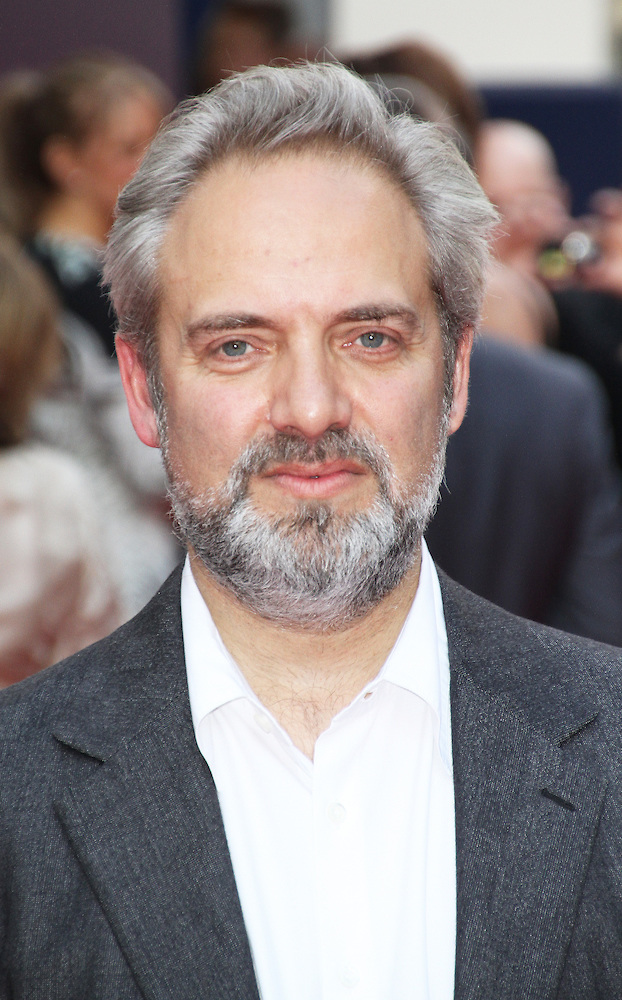
Sam Mendes, presidente di giuria

- Sam Mendes (regista e produttore, Regno Unito) - Presidente
- Laurie Anderson (cantante e regista, Stati Uniti d'America)
- Gemma Arterton (attrice, Regno Unito)
- Giancarlo De Cataldo (scrittore e sceneggiatore, Italia)
- Nina Hoss (attrice, Germania)
- Chiara Mastroianni (attrice, Francia)
- Joshua Oppenheimer (regista, Stati Uniti d'America)
- Lorenzo Vigas (regista, Venezuela)
- Zhao Wei (attrice e cantante, Cina)

### Giuria della sezione "Orizzonti"
- Robert Guédiguian (regista, sceneggiatore e produttore, Francia) - Presidente
- Jim Hoberman (critico e storico del cinema, Stati Uniti d'America)
- Nelly Karim (attrice, Egitto)
- Valentina Lodovini (attrice, Italia)
- Chema Prado (critico e studioso di cinema, Spagna)
- Moon So-ri (attrice, Corea del Sud)
- Chaitanya Tamhane (regista, India)

### Giuria del "Premio Venezia Opera Prima Luigi De Laurentiis"
- Kim Rossi Stuart (attore e regista, Italia) - Presidente
- Rosa Bosch (produttrice, Spagna)
- Brady Corbet (attore e regista, Stati Uniti d'America)
- Pilar López de Ayala (attrice, Spagna)
- Serge Toubiana (critico cinematografico, Francia)

## Sezioni principali

### In concorso
- La La Land, regia di Damien Chazelle (Stati Uniti d'America) (Film di apertura)
- The Bad Batch, regia di Ana Lily Amirpour (Stati Uniti d'America)
- Una vita (Une vie), regia di Stéphane Brizé (Francia, Belgio)
- La luce sugli oceani (The Light Between Oceans), regia di Derek Cianfrance (Stati Uniti d'America, Australia, Nuova Zelanda)
- Il cittadino illustre (El ciudadano ilustre), regia di Mariano Cohn e Gastón Duprat (Argentina, Spagna)
- Spira mirabilis, regia di Massimo d'Anolfi, Martina Parenti (Italia, Svizzera)
- The Woman Who Left - La donna che se ne è andata (Ang babaeng humayo), regia di Lav Diaz (Filippine)
- La región salvaje, regia di Amat Escalante (Messico, Danimarca, Francia, Germania, Norvegia)
- Animali notturni (Nocturnal Animals), regia di Tom Ford (Stati Uniti d'America)
- Piuma, regia di Roan Johnson (Italia)
- Paradise (Raj), regia di Andrej Končalovskij (Russia, Germania)
- Brimstone, regia di Martin Koolhoven (Paesi Bassi, Germania, Belgio, Francia, Gran Bretagna, Svezia)
- On the Milky Road - Sulla Via Lattea (Na mlijecnom putu), regia di Emir Kusturica (Serbia, Gran Bretagna, Stati Uniti d'America)
- Jackie, regia di Pablo Larraín (Stati Uniti d'America, Cile)
- Voyage of Time - Il cammino della vita (Voyage of Time), regia di Terrence Malick (Stati Uniti d'America, Germania)
- Il Cristo cieco (El Cristo ciego), regia di Christopher Murray (Cile, Francia)
- Frantz, regia di François Ozon (Francia, Germania)
- Questi giorni, regia di Giuseppe Piccioni (Italia)
- Arrival, regia di Denis Villeneuve (Stati Uniti d'America)
- I bei giorni di Aranjuez (Les Beaux Jours d'Aranjuez), regia di Wim Wenders (Francia, Germania)

### Fuori concorso
- One More Time with Feeling, regia di Andrew Dominik (Gran Bretagna)
- The Bleeder - La storia del vero Rocky Balboa (The Bleeder), regia di Philippe Falardeau (Stati Uniti d'America, Canada)
- I magnifici 7 (The Magnificent Seven), regia di Antoine Fuqua (Stati Uniti d'America) (Film di chiusura)
- La battaglia di Hacksaw Ridge (Hacksaw Ridge), regia di Mel Gibson (Stati Uniti d'America, Australia)
- The Journey, regia di Nick Hamm (Gran Bretagna)
- À jamais, regia di Benoît Jacquot (Francia, Portogallo)
- Gantz:O, regia di Yasushi Kawamura (Giappone)
- The Age of Shadows (Miljeong), regia di Jee Woon Kim (Corea del Sud)
- Monte, regia di Amir Naderi (Italia, Stati Uniti d'America, Francia)
- Tommaso, regia di Kim Rossi Stuart (Italia)
- The Young Pope, regia di Paolo Sorrentino (Italia, Francia, Spagna, Stati Uniti d'America) - episodi I e II
- Planetarium, regia di Rebecca Zlotowski (Francia, Belgio)

#### Documentari
- Our War, regia di Bruno Chiaravalloti, Claudio Jampaglia, Benedetta Argentieri (Italia, Stati Uniti d'America)
- I called him Morgan, regia di Kasper Collin (Svezia, Stati Uniti d'America)
- Austerlitz, regia di Sergei Loznitsa (Germania)
- Assalto al cielo, regia di Francesco Munzi (Italia)
- Safari, regia di Ulrich Seidl (Austria, Danimarca)
- American Anarchist, regia di Charlie Siskel (Stati Uniti d'America)

### Orizzonti
- La vendetta di un uomo tranquillo (Tarde para la ira), regia di Raúl Arévalo (Spagna)
- Un re allo sbando (King of the Belgians), regia di Peter Brosens, Jessica Woodworth (Belgio, Paesi Bassi, Bulgaria)
- Un appuntamento per la sposa (Laavor et Hakim), regia di Rama Burshtein (Israele)
- Liberami, regia di Federica Di Giacomo (Italia)
- Big Big World (Koca Dünya), regia di Reha Erdem (Turchia)
- Gukoroku, regia di Kei Ishikawa (Giappone)
- Maudite Poutine, regia di Karl Lemieux (Canada)
- São Jorge, regia di Marco Martins (Portogallo, Francia)
- Dawson City: Frozen Time, regia di Bill Morrison (Stati Uniti d'America, Francia)
- Réparer les vivants, regia di Katell Quillévéré (Francia, Belgio)
- White Sun, regia di Deepak Rauniyar (Nepal, Stati Uniti d'America, Qatar, Paesi Bassi)
- Malaria, regia di Parviz Shahbazi (Iran)
- Kékszakállú, regia di Gastón Solnicki (Argentina)
- Dark Knight, regia di Tim Sutton (Stati Uniti d'America)
- Home, regia di Fien Troch (Belgio)
- Die einsiedler, regia di Ronny Trocker (Germania, Austria)
- Il più grande sogno, regia di Michele Vannucci (Italia)
- Boys in the Trees, regia di Nicholas Verso (Australia)
- Bitter Money (Ku Qian), regia di Bing Wang (Hong Kong, Francia)

#### Cortometraggi
- Le reste est l'oeuvre de l'homme, regia di Doria Achour (Francia, Tunisia)
- Dadyaa, regia di Bibhusan Basnet, Pooja Gurung (Nepal, Francia)
- Stanza 52, regia di Maurizio Braucci (Italia)
- Molly Bloom, regia di Chiara Caselli (Italia)
- Samedi Cinema, regia di Mamadou Dia (Senegal)
- Colombi, regia di Luca Ferri (Italia)
- On the Origin of Fear, regia di Bayu Prihantoro Filemon (Indonesia)
- Good News, regia di Giovanni Fumu (Corea del Sud, Italia)
- Ruah, regia di Flurin Giger (Svizzera)
- Ce qui nous éloigne, regia di Wei Hu (Francia)
- Good Luck, Orlo! (Srecno, Orlo!), regia di Sara Kern (Slovenia, Croazia, Austria)
- Amalimbo, regia di Juan Pablo Libossart (Svezia, Estonia)
- Midwinter, regia di Jake Mahaffy (Stati Uniti d'America, Nuova Zelanda)
- La voz perdida, regia di Marcello Martinessi (Paraguay, Venezuela, Cuba)
- 500.000 years (500.000 pee), regia di Chai Siris (Thailandia)
- First Night (Prima noapte), regia di Andrei Tanase (Romania, Germania)

### Cinema nel Giardino
- Inseparables, regia di Marcos Carnevale (Argentina)
- Franca: Chaos and Creation, regia di Francesco Carrozzini (Italia) - documentario
- In Dubious Battle - Il coraggio degli ultimi (In Dubious Battle), regia di James Franco (Stati Uniti d'America)
- Il prigioniero coreano (Geumul), regia di Kim Ki-duk (Corea del Sud)
- L'estate addosso, regia di Gabriele Muccino (Italia)
- Pets - Vita da animali (The Secret Life of Pets), regia di Chris Renaud, Yarrow Cheney (Stati Uniti d'America)
- Robinù, regia di Michele Santoro (Italia) - documentario
- My Art, regia di Laurie Simmons (Stati Uniti d'America)

## Sezioni autonome e parallele

### Settimana Internazionale della Critica

#### In concorso
- Akher Wahed Fina, regia di Ala Eddine Slim (Tunisia, Qatar, Libano)
- Drum, regia di keywan karimi (Francia, Iran)
- Jours de France, regia di Jérôme Reybaud (Francia)
- Los nadie, regia di Juan Sebastián Mesa (Colombia)
- Prank, regia di Vincent Biron (Canada)
- Singing in Graveyards, regia di Bradley Liew (Malesia, Filippine)
- Le ultime cose, regia di Irene Dionisio (Italia, Svizzera, Francia)

#### Eventi speciali fuori concorso
- Prevenge, regia di Alice Lowe (Regno Unito) Film di apertura
- Are We Not Cats, regia di Xander Robin (Stati Uniti d'America) Film di chiusura

### Giornate degli Autori

#### Selezione ufficiale
- The War Show, regia di Andreas Dalsgaard e Obaidah Zytoon (Danimarca, Finlandia) Film di apertura
- Hjartasteinn , regia di Guðmundur Arnar Guðmundsson (Islanda, Danimarca)
- Hounds of Love, regia di Ben Young (Australia)
- Indivisibili, regia di Edoardo De Angelis (Italia)
- Ne gledaj mi u pijat, regia di Hana Jušić (Croazia, Danimarca)
- Pamilya Ordinaryo, regia di Eduardo Roy Jr. (Filippine)
- Pariente, regia di Iván D. Gaona (Colombia)
- Polina, danser sa vie, regia di Valérie Muller e Angelin Preljocaj (Francia)
- La ragazza del mondo, regia di Marco Danieli (Italia)
- Sami Blood (Sameblod), regia di Amanda Kernell (Svezia, Danimarca, Norvegia)
- zai jian wa cheng, regia di Midi Z (Birmania, Taiwan, Cina, Francia, Germania)

#### Eventi speciali
- Always Shine, regia di Sophia Takal (Stati Uniti d'America)
- Caffè, regia di Cristiano Bortone (Italia, Belgio, Cina)
- Il profumo del tempo delle favole, regia di Mauro Caputo (Italia)
- Rocco, regia di Thierry Demaiziere e Alban Teurlai (Francia)
- Vangelo, regia di Pippo Delbono (Italia, Belgio)
- You Never Had It - An Evening with Bukowski, regia di Matteo Borgardt (Stati Uniti d'America, Messico, Italia)
- Un'avventura romantica, regia di Davide Cavuti (Italia)

#### Progetto Woman's Tales
- Seed, regia di Naomi Kawase (Italia, Giappone) Cortometraggio
- That One Day, regia di Crystal Moselle (Italia, Stati Uniti d'America, Regno Unito) Cortometraggio

#### Premio LUX
- Appena apro gli occhi - Canto per la libertà (À peine j'ouvre les yeux), regia di Leyla Bouzid (Francia, Tunisia, Belgio, Emirati Arabi Uniti)
- La mia vita da Zucchina (Ma vie de Courgette), regia di Claude Barras (Svizzera, Francia)
- Vi presento Toni Erdmann (Toni Erdmann), regia di Maren Ade (Germania, Austria, Romania)

## I premi

### Premi della selezione ufficiale
- Leone d'oro al miglior film: The Woman Who Left - La donna che se ne è andata (Ang babaeng humayo) di Lav Diaz
- Leone d'argento - Gran premio della giuria: Animali notturni (Nocturnal Animals) di Tom Ford
- Leone d'argento per la miglior regia: Amat Escalante per La región salvaje e Andrei Konchalovsky per Paradise (ex aequo)
- Coppa Volpi per la migliore interpretazione femminile: Emma Stone per La La Land
- Coppa Volpi per la migliore interpretazione maschile: Oscar Martínez per Il cittadino illustre (El ciudadano ilustre)
- Premio Osella per la migliore sceneggiatura: Noah Oppenheim per Jackie
- Premio speciale della giuria: The Bad Batch di Ana Lily Amirpour
- Premio Marcello Mastroianni ad un attore o attrice emergente: Paula Beer per Frantz

### Orizzonti
- Premio Orizzonti per il miglior film: Liberami di Federica Di Giacomo
- Premio Orizzonti per la miglior regia: Fien Troch per Home
- Premio Orizzonti per la miglior sceneggiatura: Bitter Money di Wang Bing
- Premio speciale della giuria di Orizzonti: Koca Dünya di Reha Erdem
- Premio Orizzonti per il miglior cortometraggio: La Voz Perdida di Marcelo Martinessi
- Premio Orizzonti per la miglior interpretazione maschile: Nuno Lopes per São Jorge
- Premio Orizzonti per la miglior interpretazione femminile: Ruth Díaz per La vendetta di un uomo tranquillo (Tarde para la ira)

### Premio Venezia Opera prima "Luigi De Laurentiis"
- Akher Wahed Fina di Ala Eddine Slim

### Premi alla carriera
- Premio Jaeger-LeCoultre Glory to the Filmmaker: a Amir Naderi
- Persol Tribute To Visionary Talent Award: Liev Schreiber
- Leone d'oro alla carriera: Jean-Paul Belmondo e Jerzy Skolimowski[5]

### Premi collaterali
- Premio Arca CinemaGiovani:
  - Miglior film italiano: Orecchie di Alessandro Aronadio
  - Miglior film in concorso: Arrival di Denis Villeneuve
- Premio del Pubblico BNL: A Pamilya ordinaryo di Eduardo Roy Jr.
- Premio Brian: La ragazza del mondo di Marco Danieli
- Premio Civitas Vitae: Piuma di Roan Johnson
- Premio del Pubblico - Circolo del Cinema di Verona – 31. Settimana internazionale della critica: Los nadie di Juan Sebastián Mesa
- Premi FEDEORA:
  - Miglior film: The Road to Mandalay di Midi Z
  - Miglior regista esordiente: Amanda Kernell per Sami Blood (Sameblod)
  - Miglior attrice: Ashleigh Cummings per Hounds of Love
  - Miglior film europeo: Ne gledaj mi u pijat di Hana Jušić
- Premio FEDIC: Indivisibili di Edoardo De Angelis
  - Menzione Speciale FEDIC: Il più grande sogno di Michele Vannucci
  - Menzione FEDIC - Il Giornale del Cibo: Orecchie di Alessandro Aronadio
- Premio FIPRESCI:
  - Miglior film Venezia 72 a Una vita - Une vie di Stéphane Brizé
  - Miglior film Orizzonti a Kékszakállú di Gastón Solnicki
- Premio Fondazione Mimmo Rotella:
  - James Franco e Ambi Pictures per il film In Dubious Battle - Il coraggio degli ultimi 
  - Paolo Sorrentino e Jude Law per la serie The Young Pope
  - Roan Johnson e Lucky Red per il film Piuma
- Premio Enrico Fulchignoni – CICT-UNESCO a Mukti Bhawan di Shubhashish Bhutiani
- Premio Future Film Festival Digital Award: Arrival di Denis Villeneuve
  - Menzione Speciale: Voyage of Time di Terrence Malick
- Premio Giovani Giurati del Vittorio Veneto Film Festival: Il cittadino illustre (El ciudadano ilustre) di Mariano Cohn e Gastón Duprat
- Premio Green Drop: ex aequo a Spira mirabilis e Voyage of Time
- Premio Human Rights Nights al Cinema dei Diritti Umani:
  - Premio Speciale Diritti Umani - HRNs Award: Ku qian di Wang Bing
  - Menzione Speciale: Robinù di Michele Santoro
- Premio Interfilm: White Sun di Deepak Rauniyar
- Premio Label Europa Cinema: Sami Blood (Sameblod) di Amanda Kernell
- Premio Lanterna Magica (CGS): Dark Night di Tim Sutton
- Premio Leoncino d'oro Agiscuola:
  - Leoncino d'oro: On the Milky Road - Sulla Via Lattea di Emir Kusturica
  - Segnalazione Cinema for UNICEF 2016: Paradise di Andrei Konchalovsky
- Premio Gillo Pontecorvo per la promozione delle coproduzioni a Jane e Jimmy Wu con il Circuito Lumiere - Cina
- Premio Lizzani a La ragazza del mondo di Marco Danieli
- Premio Lina Mangiacapre: Indivisibili di Edoardo De Angelis
- Premio Mouse d'oro:
  - Mouse d'oro – Concorso: Jackie di Pablo Larraín
  - Mouse d'argento – Fuori concorso: Austerlitz di Sergei Loznitsa
- Premio NuovoImaie Talent Award:
  - Miglior attore esordiente: Daniele Parisi in Orecchie di Alessandro Aronadio
  - Miglior attrice esordiente: Camilla Diana in Tommaso di Kim Rossi Stuart
- Premio Open: Pippo Delbono per Vangelo
- Premio Francesco Pasinetti:
  - Miglior film a Indivisibili di Edoardo De Angelis, con menzione speciale a Angela Fontana e Marianna Fontana
  - Migliori attori: Michele Riondino e Sara Serraiocco per La ragazza del mondo
  - Premio speciale al cast di Piuma di Roan Johnson
- Queer Lion: Hjartasteinn di Guðmundur Arnar Guðmundsson
- Premio Mario Serandrei - Hotel Saturnia – Miglior contributo tecnico – 31. Settimana internazionale della critica: Akher wahed fina di Ala Eddine Slim
- Premio Sfera 1932: Spira mirabilis di Massimo D'Anolfi e Martina Parenti
- Premio SIGNIS: Piuma di Roan Johnson
  - Menzione Speciale: On the Milky Road - Sulla Via Lattea di Emir Kusturica
- Premio C. Smithers Foundation – CICT-UNESCO: The Bleeder di Philippe Falardeau
- Premio Soundtrack Stars: L'estate addosso di Gabriele Muccino
- Premio Sorriso Diverso Venezia 2016 - Ass Ucl:
  - Miglior film italiano: ex aequo a Questi giorni di Giuseppe Piccioni e Il più grande sogno di Michele Vannucci
  - Miglior film straniero: The Woman Who Left - La donna che se ne è andata (Ang babaeng humayo) di Lav Diaz
- Premio Padre Nazareno Taddei: Paradise di Andrei Konchalovsky
- Premio Venice Days Award: The War Show di Andreas Dalsgaard e Obaidah Zytoon
- Premio "Gianni Astrei" a Indivisibili di Edoardo De Angelis
- Premio "L'Oréal Paris per il Cinema": Matilde Gioli